# سد چاتالان
سد چاتالان (انگلیسی: Çatalan Dam) یک سد خاکی بر روی سد رودخانه سیهان در استان آدانا ترکیه است. در ۲۲ کیلومتری (۱۴ مایلی) شمال شهر آدانا قرار دارد و  بین سال‌های ۱۹۸۲ و ۱۹۹۷ توسط شرکت هیدرولیک دولتی ترکیه ساخته شد.